# Enciclopedia Lingüística Hispánica
Enciclopedia Lingüística Hispànica (ELH) és una obra miscel·lània editada entre el 1960 i el 1967 pel CSIC sota la direcció de Manuel Alvar López i que pretenia aplegar tots els camps de la filologia del castellà, portuguès, català i «les restants llengües hispàniques» (toponímia, morfologia, sintaxi, semàntica, ortografia, dialectalismes, etc.). Entre d'altres, hi col·laboraren Ramón Menéndez Pidal, Joan Bastardas i Parera, Germà Colón Domènech, Johannes Hubschmid, Fritz Krüger i Manuel Sanchis i Guarner. Va ser director del projecte el catedràtic i acadèmic Rafael de Balbín.